# Danilo Fatic
Danilo Fatic er en basketballspiller fra Montenegro, der spiller sit fjerde år i Team FOG Næstved i sæsonen 2008-09 efter en enkelt sæson hos Svendborg Rabbits i 2007-08.

## Bedrifter
Danilo Fatic tabte sammen med sit hold Team FOG Næstved pokalfinalen i sæsonen 2008-09 til Bakken Bears, men opnåede alligevel titlen som "Årets pokalfighter".
Ydermere var Danilo Fatic en del af den Svendborg Rabbits-trup, der vandt pokalturneringsguld og ligasølv i sæsonen 2007-08.
| Sport | Spire Denne artikel om sport er en spire som bør udbygges. Du er velkommen til at hjælpe Wikipedia ved at udvide den. |